# Stjärnsystem

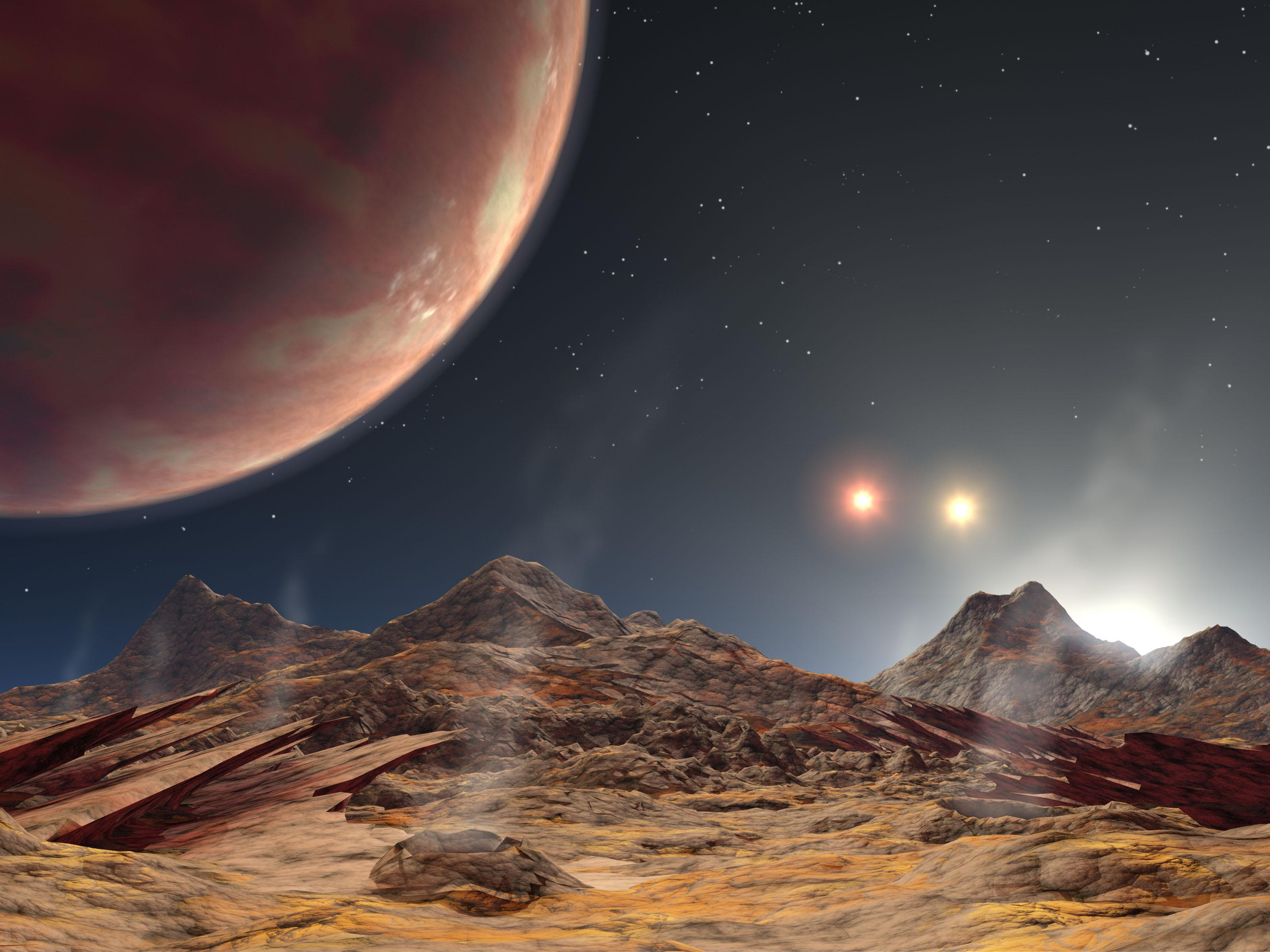
Stjärnsystemet HD 188753.

Ett stjärnsystem är ett litet antal stjärnor som kretsar kring varandra, bundna av gravitationskraft. Ett stort antal stjärnor bundna av gravitation kallas generellt en stjärnhop eller galax, men i stort sett är de också stjärnsystem. Stjärnsystemet kan också användas för att hänvisa till ett system med en enda stjärna tillsammans med ett planetsystem av kretsande mindre himlakroppar.